# Xã Harmony, Quận Jerauld, South Dakota
Xã Harmony (tiếng Anh: Harmony Township) là một xã thuộc quận Jerauld, tiểu bang Nam Dakota, Hoa Kỳ. Năm 2010, dân số của xã này là 22 người.